# Такіс Лемоніс
Такіс Лемоніс (грец. Τάκης Λεμονής, нар. 13 січня 1960, Афіни) — грецький футболіст, що грав на позиції півзахисника. По завершенні ігрової кар'єри — тренер.
Значну частину як ігрової, так й тренерської кар'єри провів в «Олімпіакосі», з яким зокрема чотири рази вигравав чемпіонат Греції як гравець, а згодом п'ять разів як тренер. Також грав за національну збірну Греції.

## Клубна кар'єра
У дорослому футболі дебютував 1978 року виступами за команду клубу «Олімпіакос», в якій провів дев'ять сезонів, взявши участь у 174 матчах чемпіонату. За цей час чотири рази виборював титул чемпіона Греції, ставав володарем Кубка Греції.
Протягом 1987—1991 років захищав кольори команди клубу «Левадіакос».
Завершив професійну ігрову кар'єру у клубі «Паніоніос», за команду якого виступав протягом 1991—1993 років.

## Виступи за збірну
У 1982 році дебютував в офіційних матчах у складі національної збірної Греції. Наступного року провів свою другу і останню гру за збірну.

## Кар'єра тренера
Розпочав тренерську кар'єру невдовзі по завершенні кар'єри гравця, 1996 року, очоливши тренерський штаб клубу «Астерас Зографоу».
У 2000 році вперше став головним тренером «Олімпіакоса», тренував клуб з Пірея два роки, протягом яких двічі поспіль приводив його команду до перемоги у національній першості.
Залишив «Олімпіакос» невдовзі після початку сезону 2002/03. Протягом наступних п'яти років працював з командами АПОЕЛ, «Каллітея», «Левадіакос» та «Шкода Ксанті».
Наприкінці 2006 року прийняв пропозицію повернутися до «Олімпіакоса». Привів команду з Пірея до перемоги у  чемпіонаті 2006/07. За результатами наступного сезону «Олімпіакос» знову став найсильнішою командою грецького чемпіонату, проте Лемоніс не допрацював у клубі декілька місяців до здобуття цього трофею.
Після однієї гри, проведеної наприкінці 2008 року на чолі «Паніоніоса», тренер перебрався на Кіпр, де очолив команду клубу «Омонія». Привів її до перемоги у національному чемпіонаті сезону 2009/10, проте вже на початку наступного сезону залишив Кіпр. 
З грудня 2010 по листопад 2011 знову очолював тренерський штаб «Паніоніоса». Згодом були нетривалі періоди роботи з «Панетолікосом», «Левадіакосом» та саудівським «Ар-Раїдом».
У березні 2017 року був запрошений до кінця сезону допрацювати з рідним «Олімпіакосом», здобув того сезону свій п'ятий титул чемпіона Греція як тренер. Перед початком сезону 2017/18 поступився місцем головного тренера «Олімпіакоса» албанському спеціалісту Бесніку Хасі. Проте під керівництвом Хасі пірейці провалили старт сезону і вже наприкінці вересня 2017 року клубу знову запросив Такіса Лемоніса на посаду головного тренера його команди. Утім Лемонісу не вдалося швидко налагодити гру «Олімпіакоса» і на початку 2018 року він учетверте залишив тренерську лаву пірейського клубу.

### Тренерська статистика
Станома на 8 січня 2018 року
| Команда        | З                 | По                | Статистика | Статистика | Статистика | Статистика | Статистика | Статистика |
| Команда        | З                 | По                | І          | В          | Н          | П          | % В        | прим.      |
| -------------- | ----------------- | ----------------- | ---------- | ---------- | ---------- | ---------- | ---------- | ---------- |
| «Олімпіакос»   | 25 листопада 2000 | 9 жовтня 2002     | 62         | 41         | 11         | 10         | 66,13      |            |
| АПОЕЛ          | 1 січня 2003      | 30 червня 2003    | —          | —          | —          | —          | —          | —          |
| «Паніліакос»   | 13 грудня 2003    | 12 травня 2005    | 45         | 12         | 15         | 18         | 26,67      |            |
| «Левадіакос»   | 1 липня 2005      | 30 червня 2006    | 25         | 7          | 4          | 14         | 28,00      |            |
| «Шкода Ксанті» | 4 жовтня 2006     | 20 грудня 2006    | 9          | 5          | 2          | 2          | 55,56      |            |
| «Олімпіакос»   | 29 грудня 2006    | 11 березня 2008   | 49         | 30         | 15         | 4          | 61,22      |            |
| «Паніоніос»    | 12 листопада 2008 | 2 грудня 2008     | 1          | 0          | 0          | 1          | 00.00      |            |
| «Омонія»       | 17 березня 2009   | 4 жовтня 2010     | 47         | 29         | 11         | 7          | 61,70      |            |
| «Паніоніос»    | 10 грудня 2010    | 22 листопада 2011 | 27         | 6          | 13         | 8          | 22,22      |            |
| «Панетолікос»  | 9 лютого 2012     | 11 квітня 2012    | 9          | 2          | 1          | 6          | 22,22      |            |
| «Левадіакос»   | 18 травня 2013    | 14 жовтня 2013    | 8          | 2          | 2          | 4          | 25,00      |            |
| «Ар-Раїд»      | 3 вересня 2015    | 1 лютого 2016     | 13         | 3          | 4          | 6          | 23,08      |            |
| «Олімпіакос»   | 23 березня 2017   | 8 червня 2017     | 7          | 5          | 1          | 1          | 71,43      |            |
| «Олімпіакос»   | 25 вересня 2017   | 4 січня 2018      | 18         | 10         | 2          | 6          | 55,56      |            |
| Усього         | Усього            | Усього            | 318        | 152        | 81         | 85         | 47,80      | —          |

## Титули і досягнення

### Як гравця
- Чемпіон Греції (4):

«Олімпіакос»:  1979-1980, 1980-1981, 1981-1982, 1986-1987
- Володар Кубка Греції (1):

«Олімпіакос»: 1980-1981

### Як тренера
- Чемпіон Греції (5):

«Олімпіакос»:  2000-2001, 2001-2002, 2006-2007, 2007-2008, 2016-2017
- Володар Кубка Греції (1):

«Олімпіакос»: 2007-2008
- Володар Суперкубка Греції (1):

«Олімпіакос»: 2007
- Чемпіон Кіпру (1):

«Омонія»: 2009-2010
- Володар Суперкубка Кіпру (1):

«Омонія»: 2010